# Денні ходові вогні

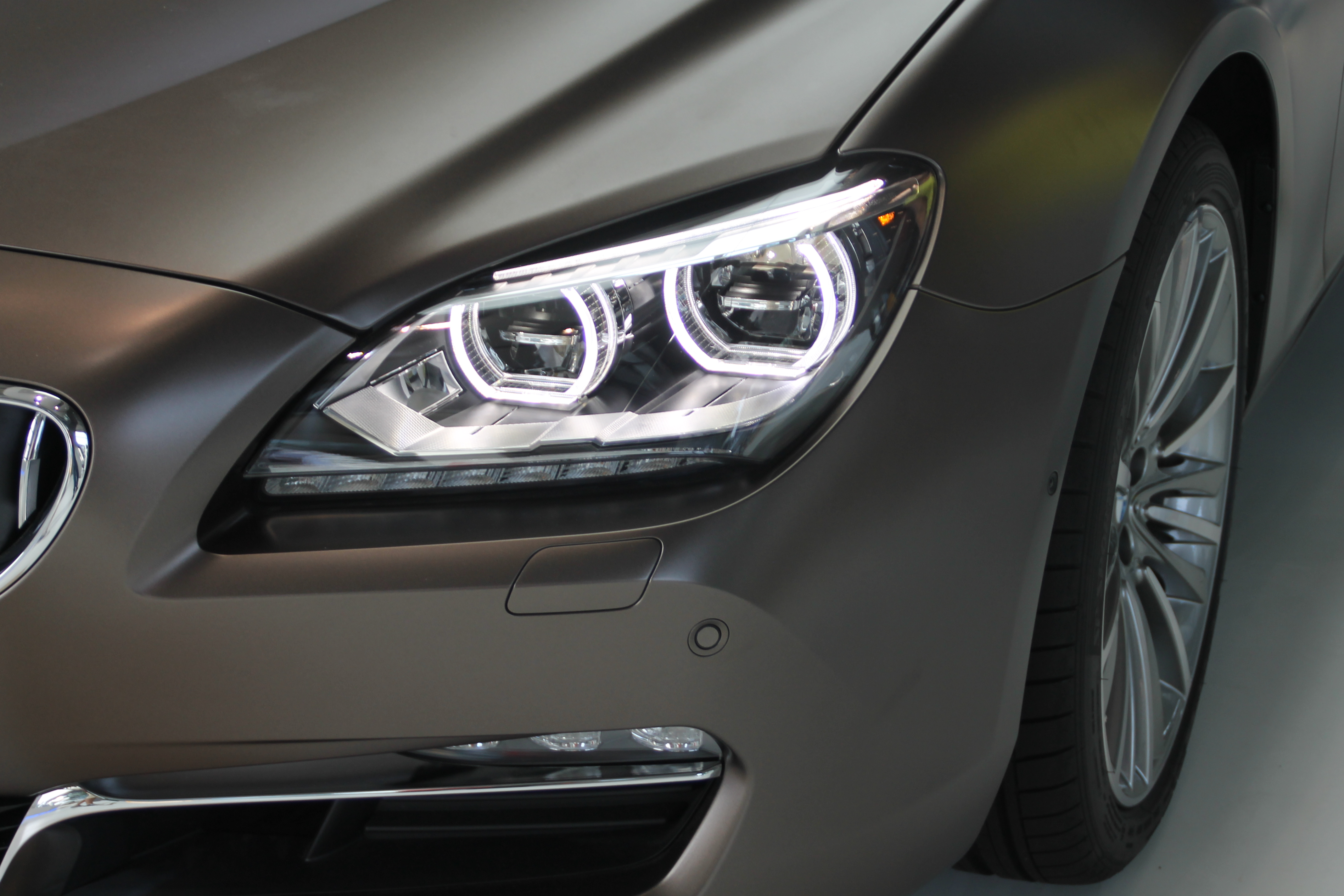
Світлодіодні DRL на BMW 6 Серії Gran Coupé

Денні ходові вогні (англ. Daytime running lights, DRL) — зовнішні світлові прилади білого кольору, передбачені конструкцією транспортного засобу, установлені спереду транспортного засобу і призначені для покращення видимості транспортного засобу під час його руху у світлий час доби. Це передні світлосигнальні прилади автомобіля, які світять завжди, коли автомобіль перебуває в русі. Це дешевий метод, який допомагає зменшити кількість ДТП. Це світло особливо ефективне для запобігання лобових та бокових зіткнень у світлу пору доби, оскільки робить автомобілі більш помітними, особливо якщо вони наближаються здалеку.
Не слід плутати денні ходові вогні з габаритними вогнями, які мають набагато меншу яскравість і призначені для позначення габаритів автомобіля в темний час доби та в умовах недостатньої видимості.[джерело?]

## Законодавство

### Канада
Законодавство Канади ставить вимогу до водіїв їздити із ввімкненими ходовими вогнями у світлу пору доби. В Канаді всі автомобілі виготовлені після 1 грудня 1989 року повинні бути обладнані вбудованими денними ходовими вогнями (це коли ближнє світло ніколи не вимикається або є окремий перемикач).

### ЄС
Законодавство ЄС виставляє подібні вимоги до автомобілів, виготовлених після лютого 2011 року. Всі нові автобуси та вантажівки згідно з нормами ЄС повинні мати вбудовані ходові вогні після серпня 2012 року.

### США
Законодавство США не ставить жодних вимог щодо DRL, проте від водіїв вимагається вмикати світло за умов недостатньої видимості або несприятливих погодних умов.

### Україна
В правилах дорожнього руху розділі 31 «Технічний стан транспортних засобів та їх обладнання» пункти 31.4 та 31.4.3: «Забороняється експлуатація транспортних засобів згідно із законодавством за наявності таких технічних несправностей і невідповідності таким вимогам: кількість, тип, колір, розміщення і режим роботи зовнішніх світлових приладів не відповідають вимогам конструкції транспортного засобу». В оновленій редакції правил є чітке визначення денних ходових вогнів: «зовнішні світлові прилади білого кольору, передбачені конструкцією транспортного засобу, установлені спереду транспортного засобу і призначені для покращення видимості транспортного засобу під час його руху у світлий час доби».
У Кодексі України про адміністративні правопорушення є дві статті, які стосуються освітлювальних приладів автомобіля. За несправні прилади стаття 121 передбачає штраф 340—425 грн. За переобладнання із порушеннями стандартів — 425—510 грн. (стаття 122).
Сам термін «передбачені конструкцією» означає, що в автомобілі, перш за все, має бути передбачене спеціальне місце для встановлення ДХВ. Таку інформацію можна знайти в нормативно-технічній документації на машину.
З іншого боку, міжнародні стандарти ЕЄК ООН № 48-02 та 87-02 визначають місце розташування денних ходових вогнів. Вони мають бути на висоті не менше, ніж 25 см, та не вище 1,5 метри над дорогою. Відстань між вогнями має бути мінімум 60 см, від краю автомобіля до DRL — не більше 40 см. Вони мають вмикатися автоматично із запуском двигуна, а вимикатися, коли вмикається ближнє світло фар. Яскраве світло діодів вночі може засліпити зустрічних водіїв. Щоправда, є великі сумніви, що поліціянт на дорозі буде розбиратися у стандартах, читати інструкцію до машини чи вимірювати рулеткою розташування вогнів.
У 2013 на адвокатський запит щодо змісту поняття «денні ходові вогні» Центр безпеки дорожнього руху та автоматизованих систем МВС надав детальну відповідь з описом технічних вимог

## Ефективність використання

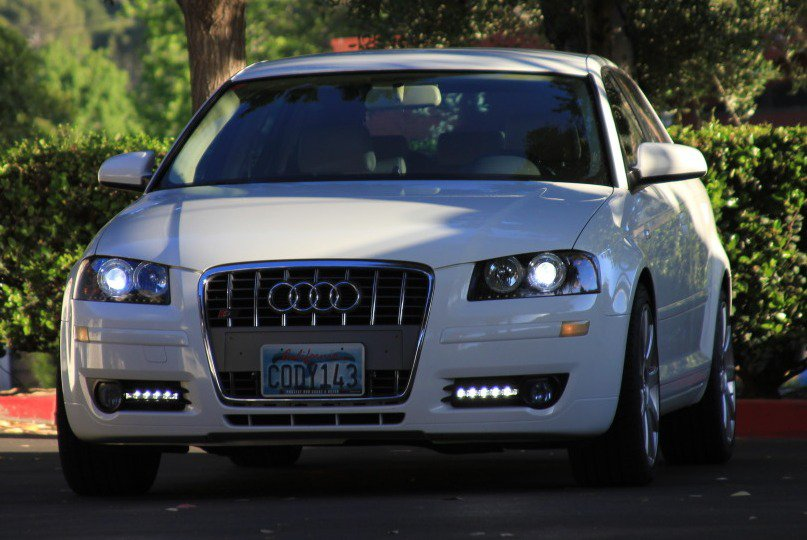

Майже всі опубліковані звіти доводять, що використання ближніх вогнів у світлу пору доби знижує кількість зіткнень. 
Дослідження результатів введення обов'язкового використання ближнього світла у Норвегії у проміжку від 1980 по 1990 роки показало, що кількість ДТП у світлу пору доби знизилося на 10 %.
Статистичні дані із Данії показують, що рівень ДТП знизився на 7 % через 15 місяців після того, як ввели обов'язкову їзду із ближнім світлом вдень. Крім того, кількість зіткнень при повороті ліворуч знизилась аж на 37 %. У іншому звіті з Данії, що охоплює період в 2 роки та 9 місяців, було зафіксовано зниження рівня ДТП у світлу пору доби на 6 відсотків, а зокрема зіткнень при повороті ліворуч — на 34 %. Транспортне Бюро Канади зафіксувало зниження рівня ДТП у світлу пору доби на майже 11 відсотків після того, як водіїв зобов'язали їздити із ближнім світлом.
У США дослідження показали, що автомобілі обладнані вбудованими ходовими вогнями, потрапляли в ДТП дещо рідше (приблизно на 7 %) у порівнянні з авто, що не були обладнані ними. Також дослідження відносно невеликої кількості авто у 60-х роках показало, що кількість ДТП, у які потрапли авто обладнані DRL, була нижчою на 18 % ніж для авто без ходових вогнів. У США, ДТП внаслідок зіткнення двох і більше авто становлять понад половину загальної кількості ДТП, зафіксованих поліцією. У 2002 році було зафіксовано загальне зниження рівня ДТП на 3 % після введення обов'язкового використання ближніх ходових вогнів у деяких штатах. Науковці, використовуючи дані зібрані з 1995 по 2001 роки, зафіксували зниження ДТП спричинених лобовим ударом та зустрічним роз'їздом на 5 %, а також зниження смертності на дорогах серед пішоходів та велосипедистів на 12 %. Тим не менш, дослідження, поведені федеральним урядом у 2008 році, показали, що використання ближнього світла не мало значного ефекту при зниженні рівня ДТП.

## Міжнародний символ
Згідно МОС (ISO) символом є зелений ліхтар із трьома перерваними лініями (позначені колами (крапками різного діаметру)) світла 
